# Kanton Plouigneau
Der Kanton Plouigneau (bretonisch Kanton Plouigno) ist seit 1829 ein französischer Wahlkreis im Arrondissement Morlaix, im Département Finistère und in der Region Bretagne; sein Hauptort ist Plouigneau.  

## Geschichte
Der Kanton entstand im Jahr 1829. Bis 2015 gehörten sieben Gemeinden zum Kanton Plouigneau. Mit der Neuordnung der Kantone in Frankreich stieg die Zahl der Gemeinden 2015 auf 17. Zu den bisherigen Gemeinden des alten Kantons Plouigneau kamen alle 8 Gemeinden des bisherigen Kantons Lanmeur, 1 Gemeinde des Kantons Morlaix und 1 der 5 Gemeinden des bisherigen Kantons Saint-Thégonnec hinzu.

## Lage
Der Kanton liegt im Nordosten des Départements Finistère. 

## Gemeinden

### Kanton Plouigneau seit 2015
Der Kanton besteht aus 16 Gemeinden mit insgesamt 28.713 Einwohnern (Stand: 1. Januar 2022) auf einer Gesamtfläche von 433,52 km²:
| Gemeinde                   | Bretonisch           | Einwohner (2022) | Fläche (km²) | Code postal  | Code Insee |
| -------------------------- | -------------------- | ---------------- | ------------ | ------------ | ---------- |
| Botsorhel                  | Bodsorc'hel          | 428              | 25,64        | 29650        | 29014      |
| Garlan                     | Garlann              | 1.063            | 13,34        | 29610        | 29059      |
| Guerlesquin                | Gwerliskin           | 1.259            | 21,83        | 29650        | 29067      |
| Guimaëc                    | Gwimaeg              | 966              | 18,73        | 29620        | 29073      |
| Lanmeur                    | Lanneur              | 2.367            | 26,47        | 29620        | 29113      |
| Lannéanou                  | Lanneanoù            | 341              | 16,17        | 29640        | 29114      |
| Le Cloître-Saint-Thégonnec | Ar C'hloastr-Plourin | 644              | 28,48        | 29410        | 29034      |
| Locquirec                  | Lokireg              | 1.543            | 5,96         | 29241        | 29133      |
| Plouégat-Guérand           | Plegad-Gwerann       | 1.058            | 17,29        | 29620        | 29182      |
| Plouégat-Moysan            | Plegad-Moezan        | 720              | 14,97        | 29650        | 29183      |
| Plouezoc’h                 | Plouezoc’h           | 1.640            | 15,83        | 29252        | 29186      |
| Plougasnou                 | Plouganoù            | 3.035            | 33,94        | 29630        | 29188      |
| Plougonven                 | Plougonven           | 3.398            | 69,32        | 29640        | 29191      |
| Plouigneau                 | Plouigno             | 5.039            | 64,82        | 29610, 29650 | 29199      |
| Plourin-lès-Morlaix        | Pourin-Montroulez    | 4.529            | 40,92        | 29600        | 29207      |
| Saint-Jean-du-Doigt        | Sant-Yann-ar-Biz     | 683              | 19,81        | 29630        | 29251      |
| Kanton Plouigneau          | Plouigno             | 28.713           | 433,52       | -            | 2920       |

### Kanton Plouigneau bis 2015
Der alte Kanton Plouigneau bestand aus den sieben Gemeinden Botsorhel, Guerlesquin, Lannéanou, Plouégat-Moysan, Plougonven, Plouigneau (Hauptort) und Le Ponthou.

## Veränderungen im Gemeindebestand seit der landesweiten Neuordnung der Kantone
2019: Fusion Le Ponthou und Plouigneau → Plouigneau

## Bevölkerungsentwicklung
| 1962  | 1968  | 1975  | 1982   | 1990   | 1999   | 2006   | 2012   |
| ----- | ----- | ----- | ------ | ------ | ------ | ------ | ------ |
| 8.881 | 8.668 | 9.093 | 10.244 | 10.577 | 10.306 | 10.617 | 11.181 |